# Venoix
Venoix est un quartier de l'ouest de Caen, après avoir été une commune indépendante jusqu'en 1952.

## Géographie
Le quartier est aujourd'hui délimité par :
- au nord, le boulevard Georges-Pompidou
- à l'est, les boulevards Yves-Guillou et des Baladas
- au sud, la limite entre Caen et Louvigny
- à l'ouest, la limite entre Caen et Bretteville-sur-Odon

| Bretteville-sur-Odon, Saint-Germain-la-Blanche-Herbe | Caen (Beaulieu-Maladrerie-Saint Paul) | Caen (La Haie Vigné)             |
| Bretteville-sur-Odon                                 | Venoix                                | Caen (La Haie Vigné, Saint-Ouen) |
| Louvigny, Bretteville-sur-Odon                       | Louvigny                              | Caen (La Prairie), Louvigny      |

## Histoire

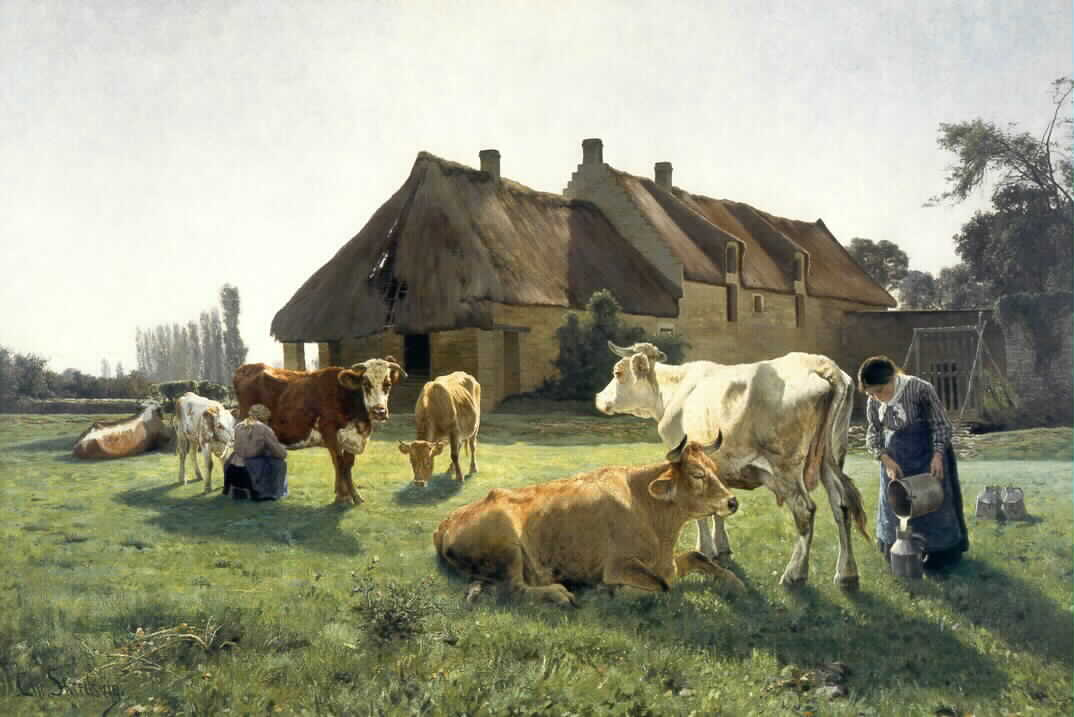
Une ferme à Venoix, Christian Skredsvig, 1881

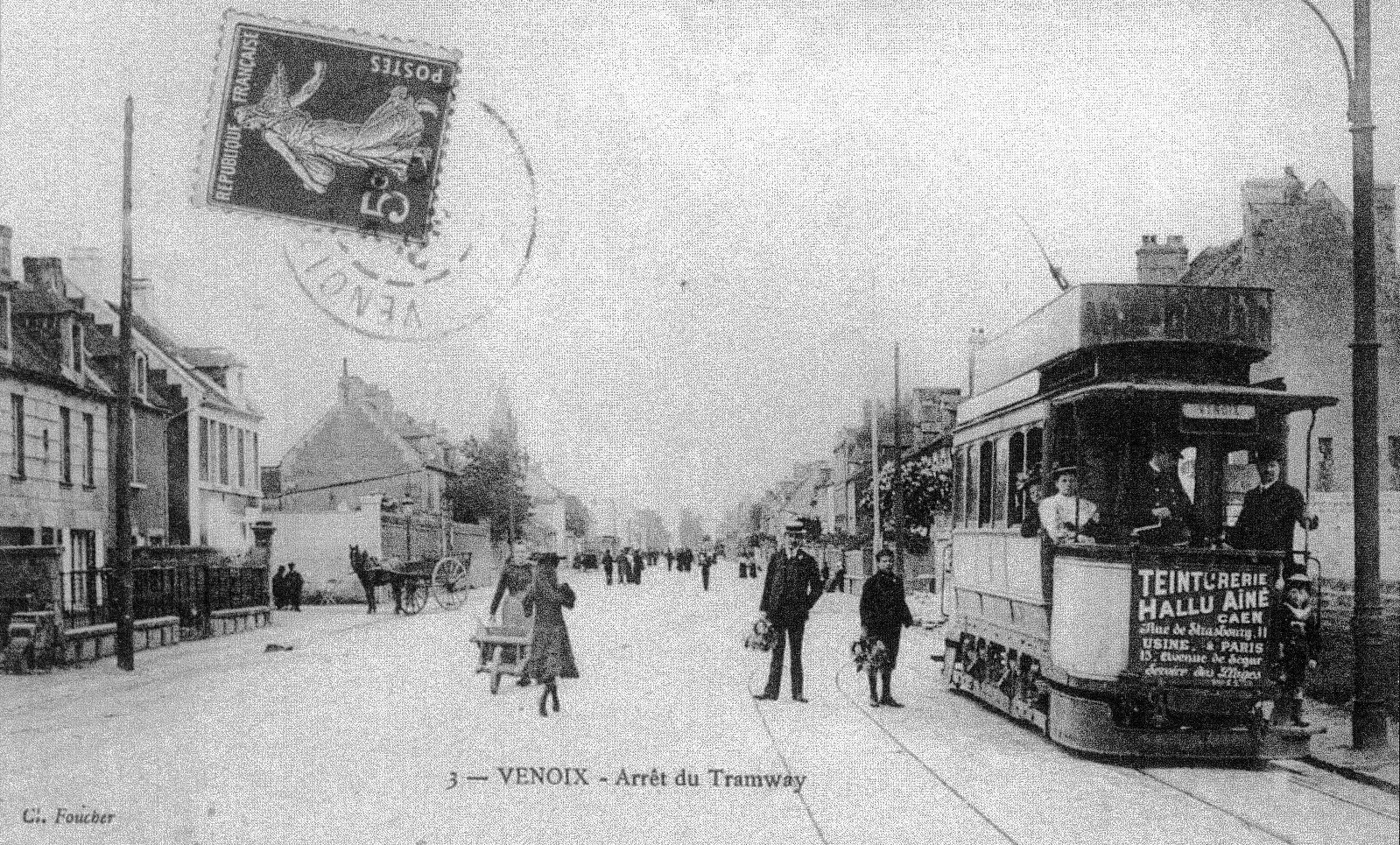
Le tramway électrique sur l'avenue Henri Chéron au début du XXe siècle

### Aux origines
Pendant des siècles, Venoix n'est qu'un petit village situé sur la route de Bretagne à l'entrée de Caen. Dans les textes en latin, Venoix est appelé Venuntium. Régulièrement, les paroissiens de Caen fréquentaient l'église paroissiale dédiée à saint Gerbold, censé guérir les « flux de sang », notamment la dysenterie et les hémorroïdes (maladies appelées au Moyen Âge le mal Saint-Gerbold).
La partie au nord du Petit-Odon (coteau et plateau de la plaine de Caen) faisait partie de Bourg-l'Abbé,,.

### La création de la commune
La commune de Venoix, créée en 1793, est rattachée au canton de Mondeville, puis à celui de Caen-Sud en 1801 et enfin à celui de Caen-Ouest en 1815. Le quartier fait partie du canton de Caen-1 depuis 1982.
En 1793, Venoix ne compte que 248 habitants. Au début du XIXe siècle, la paroisse de Venoix est partagée entre celle de Bretteville-sur-Odon et celle de Saint-Ouen, à Caen. L'église Saint-Gerborld, en bordure de l'Odon, est démolie en 1809. Le village est alors constitué de quatre hameaux : 
- le centre du village, caractérisé par un habitat dispersé sur les bords des petit et grand Odon (moulin, église, maison des seigneurs de Venoix) ;
- le long de la route de Bretagne, les hameaux « Sur le pavé », au croisement avec le chemin de Saint-Germain-la-Blanche-Herbe, et du Haut de la butte, à la limite avec la commune de Bretteville-sur-Odon ;
- à l'extrémité nord de la commune, la Maladrerie, village à cheval sur Caen et Saint-Germain-la-Blanche-Herbe.

Dans la vallée de l'Odon, les terrains régulièrement inondés étaient occupés par des vergers et des près. Sur le plateau au nord du petit Odon en revanche, les terrains étaient composés de labours comme dans le reste de la plaine de Caen. Vers la Maladrerie, ce plateau était percé de puits permettant d'accéder à des carrières souterraines où l'on extrayait de la pierre de Caen.

### LeXIXesiècle
Au XIXe siècle, la population augmente et approche de 600 habitants au début des années 1870 (593 au recensement de 1872 contre 267 en 1806). En 1852, le conseil municipal décide donc de construire un nouveau lieu de culte pour remplacer l'église Saint-Gerbold. Des fonds privés s'adjoignent aux subventions publiques et, à partir de 1869, la nouvelle église est construite sur la route de Caen (actuelle avenue Henry Chéron) sous la direction de l'architecte Leterrier, puis, après son décès, de l'architecte Lamotte.

### L'essor de la commune
Des années 1870 à la fin des années 1890, Venoix se dépeuple avant que la démographie reparte à la hausse à partir de 1896. Le plus fort de l'accroissement s'effectue à partir de 1901, la population passe de 518 en 1901 à 949 habitants en 1936. À partir de 1901, le village est relié au centre de Caen par les tramways de la ligne 3 de la Compagnie des tramways électriques de Caen. La ligne se termine à l'entrée de la commune. En septembre 1903, puis en avril 1906, le conseil municipal de Bretteville-sur-Odon demande à la compagnie de prolonger la ligne de Venoix jusqu'à la mairie de leur commune. Le projet est définitivement abandonné en 1913, le coût de l'investissement étant jugé prohibitif. Pendant l'Entre-deux-guerres, des lotissements constitués de petites maisons individuelles dotés de jardinet, sont construits entre Caen et Venoix. À partir du début des années 1930, des lignes d'autobus sont ouvertes et l'exploitation du réseau de tramways cesse définitivement le 23 janvier 1937.
Le 14 juin 1944, l’artillerie moyenne de la Royal Navy bombarde pendant 20 minutes le village afin de détruire le poste de commandement d'une division SS. Début juillet, l'État-major de la 12e division de Panzergrenadiere SS passe par Venoix et le village est à nouveau bombardé le 6 juillet. La commune est libérée par la 3e Division d'infanterie canadienne le 8 juillet ; mais le 14 juillet, elle est à nouveau touchée par des tirs d'artillerie.

### Le rattachement àCaen
Après la guerre, la croissance démographique s'accroit et atteint 1 339 habitants au recensement de 1946. Le 5 juin 1952, la commune de Venoix est fusionnée avec Caen mais le quartier de Venoix a gardé un esprit de « petit village ». À la suite de ce rattachement, on débaptisa l'ancienne rue Pasteur de Venoix, en raison de l'existence d'une voie homonyme à Caen, et on lui donna le nom de Joseph Philippon.

## Démographie
| 1793 | 1800 | 1806 | 1821 | 1831 | 1836 | 1841 | 1846 | 1851 |
| ---- | ---- | ---- | ---- | ---- | ---- | ---- | ---- | ---- |
| 248  | 223  | 267  | 377  | 424  | 462  | 477  | 523  | 534  |

| 1856 | 1861 | 1866 | 1872 | 1876 | 1881 | 1886 | 1891 | 1896 |
| ---- | ---- | ---- | ---- | ---- | ---- | ---- | ---- | ---- |
| 546  | 571  | 591  | 593  | 540  | 528  | 533  | 562  | 510  |

| 1901 | 1906 | 1911 | 1921 | 1926 | 1931 | 1936 | 1946  | - |
| ---- | ---- | ---- | ---- | ---- | ---- | ---- | ----- | - |
| 518  | 541  | 596  | 662  | 758  | 859  | 949  | 1 339 | - |

## Infrastructures

### Équipements et espaces verts

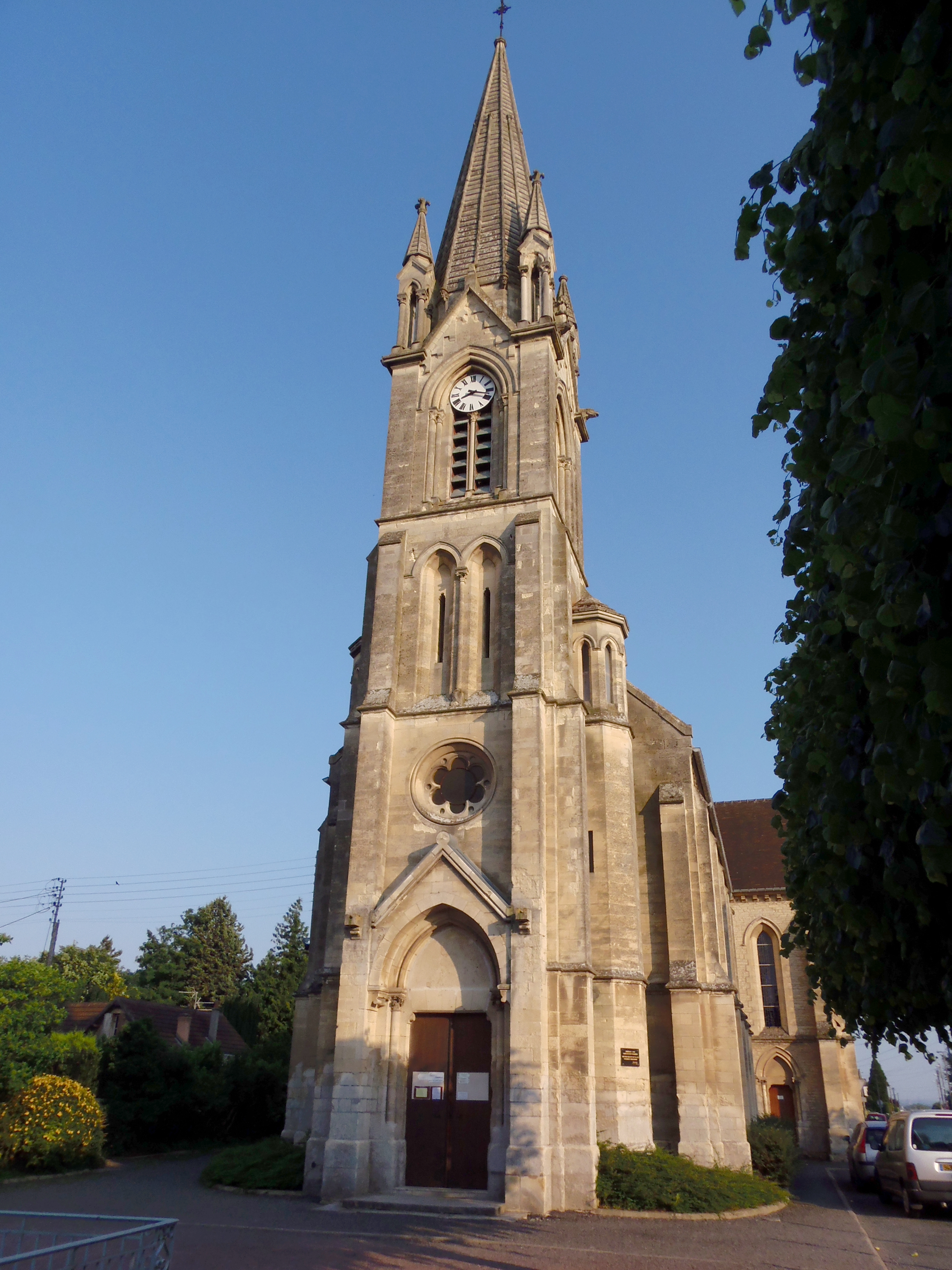
L'église Saint-Gerbold.

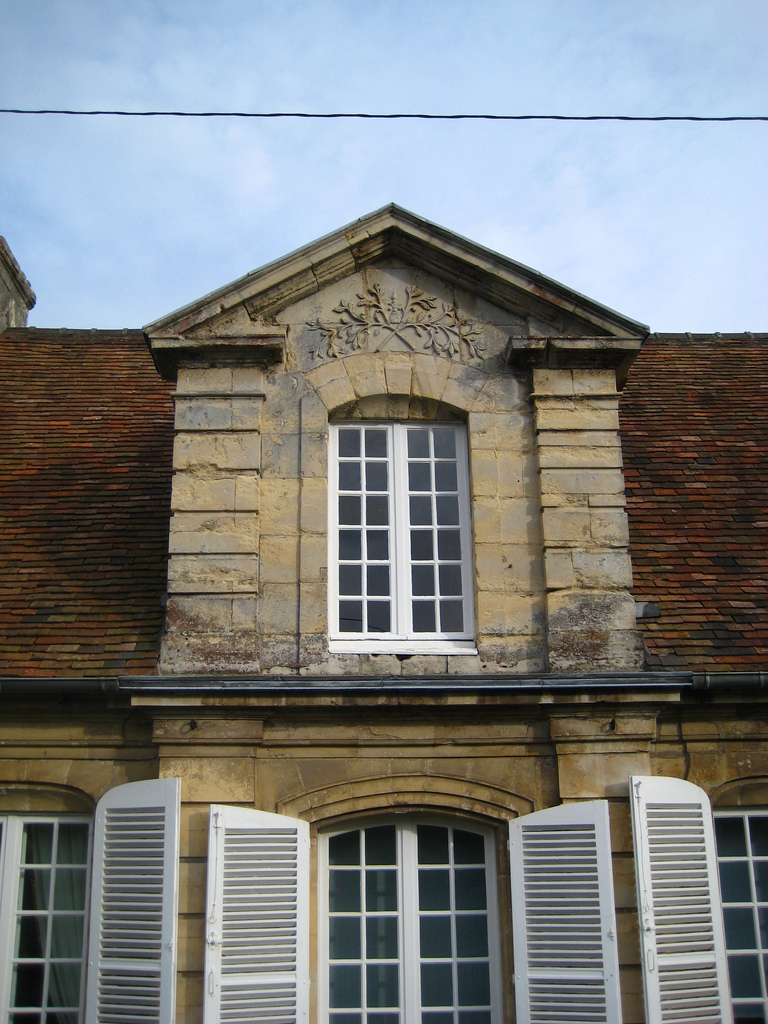
Ancienne maison des seigneurs de Venoix.

- Zones d'activités et pôles commerciaux
  - Pôle commercial de l'avenue Henry Chéron
  - Centre commercial de la Fontaine-Venoise
  - Parc des Expositions
- Lieux de culte
  - Église Saint-Gerbold (paroisse de Saint-François des Odons)
  - Église chrétienne adventiste du septième jour.
  - Cimetière
- Petites enfances
  - Halte-garderie de Venoix
- Enseignement[14]
  - École maternelle Robert Doisneau ; écoles maternelle et élémentaire Jean Moulin
  - Collège Jean Moulin
- Équipements culturels et de loisirs
  - Bibliothèque de Venoix (annexe de la bibliothèque de Caen)
  - MJC de Venoix
- Équipements sportifs
  - Stade Michel-d'Ornano
  - Stade de Venoix (vélodrome)
  - Palais des sports
  - Base Canoë Kayak (Bas de Venoix, inutilisée aujourd'hui)
  - Boulodromes de Caen et de Venoix
  - Gymnases du Cosec et Jean-Moulin
- Services administratifs
  - Mairie de quartier
- Espaces verts
  - Le quartier de Venoix dispose principalement de trois espaces verts, tous trois entretenus et équipés d'une aire de jeux.
    - Le premier est un petit parc situé face à l'école maternelle Jean Moulin et accessible par la rue Lucien Nelle ou par la rue Galliéni.
    - Le second est une vallée qui délimite la jointure avec les champs situés sur la commune de Bretteville-sur-Odon. Un sentier et une voie communale permettent de rejoindre la ville voisine.
    - Le troisième est un chemin piéton aussi praticable à vélo qui passe derrière une zone résidentielle et le stade Malherbe, suivant parallèlement la rue du Maréchal Gallieni avec laquelle elle entretient de nombreux accès.

  - Venoix est un quartier relativement vert grâce à une urbanisation peu dense. La plupart des résidences du quartier disposent d'espaces verts dont certains publics (Place Venoise, Fontaine Venoise).
  - La voie ferrée peut être franchie au bas de Venoix pour rejoindre un sentier pédestre qui fait le tour de la colline de Venoix pour rejoindre Bretteville-sur-Odon.

### Infrastructures
Deux avenues traversent le quartier de Venoix : l'avenue Henri Chéron (départementale 675) qui relie Caen à Bretteville-sur-Odon et l'avenue Charlemagne qui relie le boulevard Georges Pompidou à l'avenue Henri Chéron. La future sortie ouest du périphérique desservira le quartier.
Le quartier est principalement alimenté en eaux par les forages de la Prairie.
Comme le reste de l'agglomération caennaise, Venoix est couvert par l'ADSL, la fibre optique (selon le lieu), et les réseaux mobiles.

### Transport en commun
Le quartier est desservi par les lignes de bus 2, 6, 11 et 32 du réseau Twisto.
Lors des réunions de concertation en 2013 concernant la création d'une ligne de tramway est-ouest, la desserte du quartier (boulevards André Détolle et Georges Pompidou) est proposée, mais le projet est abandonné l'année suivante,. Le projet est relancé en 2021.
Le quartier de Venoix dispose d'une station vélo Twisto Vélolib située près de l'arrêt "Galliéni".

## Vie du quartier
Chaque année en mai/juin a lieu un carnaval auquel participent les écoles.
La maison de quartier organise régulièrement d'autres événements.

## Personnalités liées au quartier
- Georges de Brébeuf se retire à Venoix et y meurt en 1681.
- Le peintre Eduardo Leon Garrido (1856-1949) mourut chez son fils, Louis-Édouard Garrido, peintre et directeur du Musée des beaux-arts de Caen.
- Fritz Witt, général SS allemand, meurt durant les combats de 1944 à Venoix lors de la Seconde Guerre mondiale.